# کمبود خواب
کمبود خواب یا محرومیت از خواب (به انگلیسی:Sleep deprivation) نداشتن خواب کافی است. این بیماری می‌تواند حاد یا مزمن باشد. در وضعیت مزمن، فرد در طول روز احساس خستگی و خواب آلودگی می‌کند. همچنین افزایش یا از دست دادن وزن و رفتارهای ناشیانه و عدم تعادل نیز از نشانه‌های محرومیت از خواب مزمن است. این بیماری اثرات منفی بر مغز و عملکرد شناختی آن دارد. با این حال، محرومیت از خواب گاهی می‌تواند برعکس، منجر به افزایش انرژی و هوشیاری و افزایش خلق و خو بود و حتی به عنوان درمانی برای افسردگی استفاده شود. مطالعات کمی اثرات محرومیت از خواب حاد کلی و مزمن جزئی را مقایسه کرده‌اند. نخوابیدن در مدت‌های بیش از حد در انسان دیده نشده‌است اما به نظر می‌رسد هیچ‌کس نمی‌تواند از بی خوابی‌های جزئی در امان باشد. در پژوهش‌های آزمایشگاهی، بی خوابی طولانی مدت سبب مرگ جانوران شده‌است.

## اثرات فیزیولوژیکی
به‌طور کلی محرومیت از خواب می‌تواند سبب علایم زیر شود:
- درد عضلات
- احساس گیجی و فراموشی[۹]
- افسردگی[۸][۱۰]
- فعالیت حافظه کاذب[۱۰]
- توهم[۱۰]
- لرزش دست[۱۱]
- سردرد
- ایجاد حالت چشم راکون
- بی‌قراری
- گل مژه
- پف اطراف چشم، معمولاً به عنوان «کیسه‌های زیر چشم» یا کیسه‌های چشم شناخته‌شده
- افزایش فشار خون[۱۲][۱۳]
- افزایش سطح هورمون استرس[۱۳]
- افزایش خطر ابتلا به دیابت[۱۳]
- افزایش خطر ابتلا به فیبرومیالژیا[۱۴]
- تحریک‌پذیری بیش از حد نسبت به محرک‌های فیزیولوژیک[۷]
- نیستاگموس (حرکات سریع غیرارادی ریتمیک چشم)[۱۵]
- چاقی[۱۳]
- تشنج[۱۶]
- temper tantrums in children[۷]
- بدخلقی در کودکان[۷][۱۷]
- خمیازه کشیدن[۷]
- شیدایی
- اختلال اضطرابی
- علایمی شبیه به روان‌پریشی[۱۸]